# Nara (keresztnév)
Női név, jelentése: boldog.
Névnapjai Magyarországon: április 12., július 5., július 22., szeptember 23.
Európában, Japánban és Koreában női keresztnév, Japánban vezetéknévként is előfordul. Indiában férfinév.
Kelta, gael (az Európában használt) eredet szerinti jelentése: boldog, derűs.
További jelentései: elégedett, örömteli (gael), férfi vagy ember (hindi) közeli személy vagy hely (amerikai indián), föld, tölgyfa (japán), királyság, birodalom (koreai).

### Érdekességek
Nara város Japán egyik kedvelt turisztikai célpontja, a város szentélyei és erdeje az UNESCO világörökség részét képezik, híres a város parkjában (Nara Park) élő szelíd szarvasokról.
Afrikában, Eritreában van nara nyelvet beszélő, nara népcsoport.
Szanszkrit nyelven a Naara vizet jelent, óhéberben a leányokra mondták, egyes spirituális megközelítések szerint ember- isten (az emberben rejlő isteni mivolt).